# نیروگاه هسته‌ای بروکدورف
نیروگاه هسته‌ای بروکدورف (به آلمانی: Kernkraftwerk Brokdorf) یک نیروگاه هسته‌ای در آلمان است که در بروکدورف واقع شده‌است.